# Карахакал (эпос)
Карахакал (баш. Ҡараһакал) — башкирский эпос об предводителе башкирского восстания 1735-1740 и последнем башкирском хане Карасакале. Эпос записан Мухамметшой Бурангуловым.

## Описание
Башкирский эпос и памятник башкирской сословности, записан в 1907 году Мухамметшой Бурангуловым. На данный момент рукопись хранится в УНЦ РАН. Впервые Мухамметша Бурангулов записал этот эпос от Габит сэсэна, сам текст эпоса был разделён на одиннадцать глав и в 1988 году эпос был опубликован в журнале «Агидель». У Алтайцев также есть эпосы и предания об Карасакале.

## Сюжет
В эпосе описывается окончательный этап башкирского восстания 1735-1740, когда на арене появился Карасакал-хан. Описываются причины начала восстания, про то как русские бояре строили крепости и колонизировали башкирские земли. И также описываются основные этапы становления Карасакала и его жизни. Главными героями эпоса также являются башкирские батыры, а именно Алдар Исекеев, Кусюм Тюлекеев и другие, основная мысль этого произведения бороться с колонизацией башкирского края.